# 満腹満
満腹 満（まんぷく みつる、1984年9月2日 - ）は、日本の俳優。京都府出身。

## 来歴
京都府立洛西高等学校 ラグビー部出身者を集めた「洛西オールドボーイズ」に参加。ラグビーだけでなく芝居公演も行っていたがメンバーの就職活動などが原因で解散する。2010年に再度集結した時に村角太洋から誘われて劇団「THE ROB CARLTON」に加入して、結成時からの全作品に出演している。
所属以外の活動では、関西周辺の劇団や、ヨーロッパ企画関連作品への出演が多い。

## 出演作品

### 舞台
THE ROB CARLTON 公演
- 作品一覧はこちらを参照

ヨーロッパ企画 公演
- 燃えろ!アストロ闘病記（2013年、元・立誠小学校 他）
- カレの居ぬ間にビッグフット!（2014年、元・立誠小学校 他）

その他
- 劇団壱劇屋
  - 「Windows5000」（2015年、in→dependent theatre 2nd）
  - 「戰御史 -Ikusaonsi-」（2017年、HEP HALL）[6]
- ホルマリン兄弟「TOUCHABLES」（2016年、メイシアター）
- だーてぃーびー（2016年、ABCホール）
- 橋田ゆういちろうのカンパニー「SHOW ME」（2016年、common cafe）
- 黒田たもつ Presents「ボランチェア」（2018年、HEP HALL）[7]
- StarMachineProject
  - 「scene1「Heimat-ハイマート-」」（2018年、HEP HALL）
  - 「はじまりの かんじょう そうこう」（2019年、HEP HALL）[8]
- カワマツの劇#1「今は昔、栄養映画館」（2025年〈予定〉、in→dependent theatre 2nd）[9]

### テレビ
- ヨーロッパ企画の暗い旅（2011年 -　、KBS京都）[10]
- ノスタルジア（2013年、KBS京都）捜査本部の刑事 役
- 連続テレビ小説
  - わろてんか（2018年、NHK）記者 役
  - まんぷく（2019年、NHK）なにわタクシー・内村大樹 役 [11]
  - おちょやん（2021年、NHK） - 平田六郎 役
  - おむすび（2024年、NHK） - 中島 役
- ミナミの帝王ZERO（2019年、関西テレビ）社員B 役
- 科捜研の女 （テレビ朝日）
  - Season21 第10話（2022年1月20日） - 渋木渉 役
  - Season23 第7話（2023年9月27日） - 馬場泰蔵 役
- 遺留捜査 第7シリーズ（2022年） - 大越保 役

### ネット配信
- 「未来に架ける橋」episode3:スーパーマンの仕事（2020年、YouTube）ミニドラマ [12]

### 映画
- タクシードライバー祗園太郎 THE MOVIE すべての葛野郎に捧ぐ（2016年）森野吉野葛本舗主人 役 [13]

### CM
- 上田安子服飾専門学校（2018年）ラジオCM
- 関西電力（2019年）ナレーション
- 日産自動車（2019年）ナレーション